# 南山堇菜
南山堇菜（学名：Viola chaerophylloides）为堇菜科堇菜属的植物。分布于俄罗斯、日本、朝鲜以及中国大陆的黑龙江、山东、四川、吉林、江西、安徽、陕西、辽宁、浙江、甘肃、山西、河南、河北、江苏、青海、湖北、内蒙古等地，生长于海拔1,600米的地区，多生长于林缘、溪谷阴湿处、阳坡灌丛、山地阔叶林下及草坡。

## 别名
胡堇菜（图经本草）、胡堇菜（中国植物图鉴）、细芹叶堇（拉汉种子植物名称）